# Liste der Wassertürme in Hessen
Die Liste der Wassertürme in Hessen zählt die der Wasserversorgung dienenden Türme im deutschen Bundesland Hessen auf. Es sind sowohl in Betrieb befindliche als auch stillgelegte Türme enthalten.
Anmerkungen: Die Tabellenspalten sind sortierbar, dazu dienen die Symbole bei den Spaltenüberschriften. In der Ausgangsansicht sind die Wassertürme nach Name des Ortes (aufsteigend) sortiert.
| Bauwerk/Standort                                              | Landkreis             | Koordinaten                 | Baujahr                     | Behältervolumen in Kubikmetern | Gesamthöhe | Bemerkungen                                                                                          | Bild |
| ------------------------------------------------------------- | --------------------- | --------------------------- | --------------------------- | ------------------------------ | ---------- | --- | --- |
| Allendorf(Lumda) – Climbach                                   | Gießen                | 50° 39′ 32″ N, 8° 48′ 58″ O | 1908                        |                                |            | Denkmalschutz                                                                                        | Bild gesucht Die Wikipedia wünscht sich an dieser Stelle ein Bild vom Ort mit diesen Koordinaten 50.6589 8.8162 . Motiv: Wasserturm Climbach Falls du dabei helfen möchtest, erklärt die Anleitung , wie das geht. BW                                                         |
| Babenhausen, Bürgermeister-Rühl-Straße 12                     | Darmstadt-Dieburg     | 49° 57′ 40″ N, 8° 57′ 25″ O | 1928                        |                                | 31         | Denkmalschutz                                                                                        | |
| Babenhausen, Aschaffenburger Straße                           | Darmstadt-Dieburg     | 49° 57′ 24″ N, 8° 57′ 55″ O |                             |                                |            | | Bild gesucht Die Wikipedia wünscht sich an dieser Stelle ein Bild vom Ort mit diesen Koordinaten 49.95658 8.9654 . Motiv: Wasserturm Babenhausen, Aschaffenburger Straße Falls du dabei helfen möchtest, erklärt die Anleitung , wie das geht. BW                             |
| Babenhausen, Straße der Freiheit                              | Darmstadt-Dieburg     | 49° 57′ 29″ N, 8° 58′ 0″ O  |                             |                                |            | | Bild gesucht Die Wikipedia wünscht sich an dieser Stelle ein Bild vom Ort mit diesen Koordinaten 49.957973103947 8.9667892463815 . Motiv: Wasserturm Babenhausen Falls du dabei helfen möchtest, erklärt die Anleitung , wie das geht. BW                                     |
| Bad Arolsen am Bahnhof                                        | Waldeck-Frankenberg   | 51° 22′ 50″ N, 8° 59′ 44″ O |                             |                                |            | | Bild gesucht Die Wikipedia wünscht sich an dieser Stelle ein Bild vom Ort mit diesen Koordinaten 51.380538142217 8.9956238554925 . Motiv: Wasserturm Bad Arolsen Falls du dabei helfen möchtest, erklärt die Anleitung , wie das geht. BW                                     |
| Bad Hersfeld                                                  | Hersfeld-Rotenburg    | 50° 51′ 14″ N, 9° 42′ 30″ O | 1966                        | 300                            | 40,5       | | Bild gesucht Die Wikipedia wünscht sich an dieser Stelle ein Bild vom Ort mit diesen Koordinaten 50.853757237295 9.7082407908915 . Motiv: Wasserturm Bad Hersfeld Falls du dabei helfen möchtest, erklärt die Anleitung , wie das geht. BW                                    |
| Bad Hersfeld – Schloss Eichhof                                |                       | 50° 50′ 41″ N, 9° 41′ 1″ O  |                             |                                |            | | |
| Bad Homburg vor der Höhe, Gonzenheim                          | Hochtaunuskreis       | 50° 13′ 12″ N, 8° 37′ 22″ O | 1907                        |                                |            | Denkmalschutz                                                                                        | |
| Bad Nauheim, Wasserwerk                                       | Wetteraukreis         | 50° 22′ 15″ N, 8° 45′ 15″ O | 1907                        |                                |            | Denkmalschutz                                                                                        | weitere Bilder |
| Bad Nauheim – Gradierwerk                                     | Wetteraukreis         | 50° 21′ 30″ N, 8° 45′ 1″ O  |                             | 26,6                           |            | Denkmalschutz                                                                                        | |
| Bad Nauheim – Kurpark, Waitz'scher Turm                       | Wetteraukreis         | 50° 22′ 4″ N, 8° 44′ 31″ O  |                             | 21,3                           |            | Denkmalschutz                                                                                        | weitere Bilder |
| Bad Salzschlirf                                               | Fulda                 | 50° 37′ 37″ N, 9° 29′ 30″ O |                             |                                |            | | |
| Bad Soden am Taunus, Wasserturm                               | Main-Taunus-Kreis     | 50° 8′ 1″ N, 8° 29′ 44″ O   | 1911                        |                                | 21         | Denkmalschutz                                                                                        | weitere Bilder |
| Bebra, Wasserturm Bebra                                       | Hersfeld-Rotenburg    | 50° 57′ 53″ N, 9° 48′ 12″ O |                             |                                |            | | |
| Bensheim – Auerbach                                           | Bergstrasse           | 49° 42′ 2″ N, 8° 36′ 53″ O  | 1896                        |                                |            | Denkmalschutz                                                                                        | weitere Bilder |
| Biblis, Gurkenfabrik                                          | Bergstraße            | 49° 41′ 29″ N, 8° 27′ 8″ O  | 1913                        |                                |            | Denkmalschutz                                                                                        | |
| Bischofsheim, Wasserturm Bischofsheim                         | Groß-Gerau            | 49° 59′ 27″ N, 8° 21′ 42″ O | 1912                        | 160                            | 19         | | |
| Borken                                                        | Schwalm-Eder-Kreis    | 51° 2′ 28″ N, 9° 17′ 7″ O   | 1971                        | 330                            | 45,5       | | Bild gesucht Die Wikipedia wünscht sich an dieser Stelle ein Bild vom Ort mit diesen Koordinaten 51.041196568366 9.2853919264122 . Motiv: Wasserturm Borken Falls du dabei helfen möchtest, erklärt die Anleitung , wie das geht. BW                                          |
| Breuberg – Burg Breuberg                                      | Odenwaldkreis         | 49° 49′ 13″ N, 9° 2′ 24″ O  |                             | 14                             |            | | |
| Darmstadt, Wasserturm am Darmstädter Hauptbahnhof             | Darmstadt             | 49° 52′ 31″ N, 8° 37′ 49″ O | 1912                        | 400                            | 41         | | weitere Bilder |
| Darmstadt, Merck Werksgelände                                 | Darmstadt             | 49° 53′ 45″ N, 8° 38′ 54″ O |                             | 400                            | 41,3       | | Bild gesucht Die Wikipedia wünscht sich an dieser Stelle ein Bild vom Ort mit diesen Koordinaten 49.895815432913 8.6483875012167 . Motiv: Wasserturm Borken Falls du dabei helfen möchtest, erklärt die Anleitung , wie das geht. BW                                          |
| Darmstadt, Wasserturm (Ausbesserungswerk Darmstadt)           | Darmstadt             | 49° 53′ 15″ N, 8° 39′ 7″ O  | 1885                        |                                |            | | weitere Bilder |
| Darmstadt, Wasserbauhalle (TU Darmstadt)                      | Darmstadt             | 49° 52′ 25″ N, 8° 39′ 36″ O | 1885                        |                                |            | | weitere Bilder |
| Driedorf – Heiligenborn                                       | Lahn-Dill-Kreis       | 50° 38′ 22″ N, 8° 12′ 53″ O | 1926                        |                                |            | | Bild gesucht Die Wikipedia wünscht sich an dieser Stelle ein Bild vom Ort mit diesen Koordinaten 50.639423798578 8.2145853897311 . Motiv: Wasserturm Heiligenborn Falls du dabei helfen möchtest, erklärt die Anleitung , wie das geht. BW                                    |
| Erbach – Bahnhof                                              | Odenwaldkreis         | 49° 39′ 20″ N, 8° 59′ 25″ O | 1878                        |                                |            | | Bild gesucht Die Wikipedia wünscht sich an dieser Stelle ein Bild vom Ort mit diesen Koordinaten 49.655480937003 8.990405448195 . Motiv: Wasserturm (eher:Wasseranschluss) Erbach Falls du dabei helfen möchtest, erklärt die Anleitung , wie das geht. BW                    |
| Eschwege – Eltmannshausen                                     | Werra-Meißner-Kreis   | 51° 11′ 16″ N, 9° 59′ 40″ O | 1875                        |                                | 17,7       | | Bild gesucht Die Wikipedia wünscht sich an dieser Stelle ein Bild vom Ort mit diesen Koordinaten 51.187685700048 9.9945572482211 . Motiv: Wasserturm Eltmannshausen Falls du dabei helfen möchtest, erklärt die Anleitung , wie das geht. BW                                  |
| Frankfurt – Fechenheim                                        | Frankfurt             | 50° 8′ 15″ N, 8° 46′ 22″ O  | 1899                        |                                |            | Denkmalschutz                                                                                        | |
| Frankfurt – Fechenheim, Kamin Allessa-Werk                    | Frankfurt             | 50° 7′ 47″ N, 8° 45′ 49″ O  |                             |                                | 102        | Schornsteinbehälter, Behälter wurde 2011 entfernt                                                    | |
| Frankfurt – Fechenheim – Allessa-Werk                         | Frankfurt             | 50° 7′ 47″ N, 8° 45′ 46″ O  |                             |                                |            | | Bild gesucht Die Wikipedia wünscht sich an dieser Stelle ein Bild vom Ort mit diesen Koordinaten 50.129716579169 8.7628494417444 . Motiv: Wasserturm Frankfurt-Fechenheim, Allessa-Werk 2 Falls du dabei helfen möchtest, erklärt die Anleitung , wie das geht. BW            |
| Frankfurt – Fechenheim, Peter-Behrends-Straße (1)             | Frankfurt             | 50° 6′ 59″ N, 8° 44′ 16″ O  |                             |                                |            | | Bild gesucht Die Wikipedia wünscht sich an dieser Stelle ein Bild vom Ort mit diesen Koordinaten 50.116456439378 8.7378333 . Motiv: Wasserturm Frankfurt-Fechenheim, Peter-Behrends-Straße (1) Falls du dabei helfen möchtest, erklärt die Anleitung , wie das geht. BW       |
| Frankfurt – Fechenheim, Peter-Behrends-Straße (2)             | Frankfurt             | 50° 7′ 1″ N, 8° 44′ 15″ O   |                             |                                |            | | Bild gesucht Die Wikipedia wünscht sich an dieser Stelle ein Bild vom Ort mit diesen Koordinaten 50.116915479716 8.7374056755542 . Motiv: Wasserturm Frankfurt-Fechenheim, Peter-Behrends-Straße (2) Falls du dabei helfen möchtest, erklärt die Anleitung , wie das geht. BW |
| Frankfurt – Dornbusch, Bertramshof                            | Frankfurt             | 50° 8′ 17″ N, 8° 40′ 47″ O  | 1888                        |                                |            | | Bild gesucht Die Wikipedia wünscht sich an dieser Stelle ein Bild vom Ort mit diesen Koordinaten 50.138173826986 8.6797962288593 . Motiv: Wasserturm Bertramshof Falls du dabei helfen möchtest, erklärt die Anleitung , wie das geht. BW                                     |
| Frankfurt – Rödelheim                                         | Frankfurt             | 50° 7′ 40″ N, 8° 35′ 49″ O  | 1899                        | 380                            | 51         | Denkmalschutz                                                                                        | weitere Bilder |
| Frankfurt – Eschersheim, Wasserturm                           | Frankfurt             | 50° 9′ 18″ N, 8° 39′ 59″ O  | 1901                        | 300                            |            | | weitere Bilder |
| Frankfurt – Westend, Sebastian-Rinz-Straße 21                 | Frankfurt             | 50° 7′ 52″ N, 8° 39′ 44″ O  | 1845                        |                                |            | | weitere Bilder |
| Frankfurt – Gallusviertel, Frankfurt (Main) Hauptgüterbahnhof | Frankfurt             | 50° 6′ 27″ N, 8° 38′ 35″ O  | 1910                        |                                |            | | |
| Frankfurt – Fechenheim, Güterbahnhof                          | Frankfurt             | 50° 7′ 30″ N, 8° 44′ 41″ O  |                             |                                |            | | Bild gesucht Die Wikipedia wünscht sich an dieser Stelle ein Bild vom Ort mit diesen Koordinaten 50.125101468627 8.744689866488 . Motiv: Wasserturm Frankfurt-Fechenheim, Peter-Behrends-Straße (2) Falls du dabei helfen möchtest, erklärt die Anleitung , wie das geht. BW  |
| Frankfurt – Fechenheim, Klassikstadt                          | Frankfurt             | 50° 7′ 55″ N, 8° 45′ 18″ O  | 1903                        |                                |            | | Bild gesucht Die Wikipedia wünscht sich an dieser Stelle ein Bild vom Ort mit diesen Koordinaten 50.131878949626 8.7550452623581 . Motiv: Wasserturm Frankfurt-Fechenheim, Klassikstadt Falls du dabei helfen möchtest, erklärt die Anleitung , wie das geht. BW              |
| Frankfurt – Bockenheim                                        | Frankfurt             | 50° 7′ 10″ N, 8° 38′ 4″ O   | 1869                        |                                |            | | |
| Frankfurt – Ostend, Mousonturm                                | Frankfurt             | 50° 7′ 9″ N, 8° 41′ 56″ O   | 1923–1926                   |                                | 33         | | weitere Bilder |
| Friedberg, Wasserturm und Gedenkstätte auf dem Wartberg       | Wetteraukreis         | 50° 19′ 33″ N, 8° 44′ 53″ O | 1927                        | 400                            | 38         | | weitere Bilder |
| Fulda, Ziehser Weg                                            | Fulda                 | 50° 33′ 17″ N, 9° 41′ 18″ O | 1915                        | 300                            |            | | Bild gesucht Die Wikipedia wünscht sich an dieser Stelle ein Bild vom Ort mit diesen Koordinaten 50.5547 9.6884 . Motiv: Wasserturm Fulda, Ziehser Weg Falls du dabei helfen möchtest, erklärt die Anleitung , wie das geht. BW                                               |
| Fulda, Heidelsteinstraße                                      | Fulda                 | 50° 32′ 37″ N, 9° 41′ 29″ O | 1925                        |                                |            | | Bild gesucht Die Wikipedia wünscht sich an dieser Stelle ein Bild vom Ort mit diesen Koordinaten 50.5436 9.6913 . Motiv: Wasserturm Fulda, Heidelsteinstraße Falls du dabei helfen möchtest, erklärt die Anleitung , wie das geht. BW                                         |
| Fulda, Am alten Schlachthof                                   | Fulda                 | 50° 33′ 5″ N, 9° 40′ 12″ O  |                             |                                |            | | Bild gesucht Die Wikipedia wünscht sich an dieser Stelle ein Bild vom Ort mit diesen Koordinaten 50.5513 9.6699 . Motiv: Wasserturm Fulda, Am alten Schlachthof Falls du dabei helfen möchtest, erklärt die Anleitung , wie das geht. BW                                      |
| Geisenheim                                                    | Rheingau-Taunus-Kreis | 49° 58′ 56″ N, 7° 57′ 59″ O |                             |                                |            | Denkmalschutz                                                                                        | |
| Gelnhausen                                                    | Main-Kinzig-Kreis     | 50° 11′ 45″ N, 9° 11′ 2″ O  | 1937                        |                                |            | Denkmalschutz                                                                                        | Bild gesucht Die Wikipedia wünscht sich an dieser Stelle ein Bild vom Ort mit diesen Koordinaten 50.195827 9.183986 . Motiv: Wasserturm Gelnhausen Falls du dabei helfen möchtest, erklärt die Anleitung , wie das geht. BW                                                   |
| Gießen, Alter Schlachthof                                     | Gießen                | 50° 35′ 15″ N, 8° 39′ 51″ O | 1937                        |                                |            | Denkmalschutz                                                                                        | |
| Gießen, Oberer Hardthof                                       | Gießen                | 50° 35′ 56″ N, 8° 38′ 47″ O |                             |                                |            | Denkmalschutz                                                                                        | |
| Ginsheim – Gustavsburg                                        | Groß-Gerau            | 49° 59′ 39″ N, 8° 19′ 30″ O |                             |                                |            | | Bild gesucht Die Wikipedia wünscht sich an dieser Stelle ein Bild vom Ort mit diesen Koordinaten 49.994096381316 8.3250955343154 . Motiv: Wasserturm Ginsheim-Gustavsburg Falls du dabei helfen möchtest, erklärt die Anleitung , wie das geht. BW                            |
| Ginsheim-Gustavsburg – Gustavsburg                            | Groß-Gerau            | 49° 59′ 40″ N, 8° 19′ 13″ O | 1861                        |                                |            | | |
| Griesheim                                                     | Darmstadt-Dieburg     | 49° 52′ 2″ N, 8° 33′ 16″ O  |                             |                                |            | Schornsteinbehälter                                                                                  | Bild gesucht Die Wikipedia wünscht sich an dieser Stelle ein Bild vom Ort mit diesen Koordinaten 49.867125767785 8.5545464807608 . Motiv: Wasserturm Griesheim Falls du dabei helfen möchtest, erklärt die Anleitung , wie das geht. BW                                       |
| Groß-Gerau, Wasserturm Groß-Gerau                             | Groß-Gerau            | 49° 54′ 59″ N, 8° 29′ 35″ O | 1929                        | 500                            | 45         | | weitere Bilder |
| Grünberg, Diebsturm (Grünberg)                                | Gießen                | 50° 35′ 28″ N, 8° 57′ 31″ O | ~1200, seit 1895 Wasserturm |                                | 25         | Denkmalschutz                                                                                        | weitere Bilder |
| Grünberg – Reinhardshain                                      | Gießen                | 50° 37′ 25″ N, 8° 54′ 6″ O  | 1908                        |                                | 18         | Denkmalschutz                                                                                        | weitere Bilder |
| Hanau, Goodyear-Gelände                                       | Main-Kinzig-Kreis     | 50° 7′ 25″ N, 8° 56′ 22″ O  |                             |                                |            | | |
| Hanau-Steinheim                                               | Main-Kinzig-Kreis     | 50° 6′ 9″ N, 8° 54′ 17″ O   | 1938                        | 600                            | 49         | Denkmalschutz                                                                                        | weitere Bilder |
| Hanau-Großauheim                                              | Main-Kinzig-Kreis     | 50° 5′ 26″ N, 8° 57′ 31″ O  | 1912                        |                                |            | Denkmalschutz                                                                                        | |
| Hanau-Kesselstadt                                             | Main-Kinzig-Kreis     | 50° 7′ 46″ N, 8° 54′ 0″ O   | 1878                        |                                | 42         | Denkmalschutz                                                                                        | |
| Hanau-Kesselstadt                                             | Main-Kinzig-Kreis     | 50° 7′ 43″ N, 8° 52′ 31″ O  | 1890                        | 500                            | 42         | | |
| Hanau-Wolfgang                                                | Main-Kinzig-Kreis     | 50° 6′ 51″ N, 8° 58′ 6″ O   | 1890                        | 200                            |            | Denkmalschutz                                                                                        | weitere Bilder |
| Hanau, Bahnhofsgelände                                        | Main-Kinzig-Kreis     | 50° 6′ 55″ N, 8° 56′ 28″ O  |                             |                                |            | | Bild gesucht Die Wikipedia wünscht sich an dieser Stelle ein Bild vom Ort mit diesen Koordinaten 50.1153 8.941 . Motiv: Wasserturm Hanau, Bahnhofsgelände Falls du dabei helfen möchtest, erklärt die Anleitung , wie das geht. BW                                            |
| Herborn – Merkenbach                                          | Lahn-Dill-Kreis       | 50° 39′ 17″ N, 8° 18′ 7″ O  | 1928                        | 0                              | 30         | | |
| Hochheim am Main, Wasserturm (Hochheim am Main)               | Main-Taunus-Kreis     | 50° 1′ 8″ N, 8° 21′ 29″ O   | 1896                        |                                | 39,6       | | weitere Bilder |
| Hochheim am Main, Alter Wasserturm                            | Main-Taunus-Kreis     | 50° 0′ 46″ N, 8° 20′ 45″ O  | 1890                        | 15                             |            | Denkmalschutz                                                                                        | |
| Hünfeld – Oberhattert                                         | Fulda                 | 50° 40′ 17″ N, 9° 45′ 51″ O | 1866                        |                                |            | | Bild gesucht Die Wikipedia wünscht sich an dieser Stelle ein Bild vom Ort mit diesen Koordinaten 50.671411909298 9.7640860399108 . Motiv: Wasserturm Hünfeld Falls du dabei helfen möchtest, erklärt die Anleitung , wie das geht. BW                                         |
| Hünfeld, Wella-Werk                                           | Fulda                 | 50° 41′ 1″ N, 9° 45′ 41″ O  |                             |                                |            | | Bild gesucht Die Wikipedia wünscht sich an dieser Stelle ein Bild vom Ort mit diesen Koordinaten 50.68370636884 9.7613937679068 . Motiv: Wasserturm Hünfeld Wella-Werk Falls du dabei helfen möchtest, erklärt die Anleitung , wie das geht. BW                               |
| Kassel – Bad Wilhelmshöhe                                     | Kassel                | 51° 18′ 57″ N, 9° 25′ 48″ O |                             |                                |            | | Bild gesucht Die Wikipedia wünscht sich an dieser Stelle ein Bild vom Ort mit diesen Koordinaten 51.315731302155 9.4299142192356 . Motiv: Wasserturm Bad Wilhelmshöhe Falls du dabei helfen möchtest, erklärt die Anleitung , wie das geht. BW                                |
| Kassel – Wilhelmshöhe, Bergpark Wilhelmshöhe                  | Kassel                | 51° 18′ 58″ N, 9° 23′ 35″ O | 1717                        |                                |            | | Bild gesucht Die Wikipedia wünscht sich an dieser Stelle ein Bild vom Ort mit diesen Koordinaten 51.31606307325 9.3931415200917 . Motiv: Wasserturm Bergpark Wilhelmshöhe Falls du dabei helfen möchtest, erklärt die Anleitung , wie das geht. BW                            |
| Kassel – Harleshausen                                         | Kassel                | 51° 20′ 0″ N, 9° 27′ 56″ O  |                             |                                |            | | Bild gesucht Die Wikipedia wünscht sich an dieser Stelle ein Bild vom Ort mit diesen Koordinaten 51.333315898976 9.4655604391906 . Motiv: Wasserturm Harleshausen Falls du dabei helfen möchtest, erklärt die Anleitung , wie das geht. BW                                    |
| Kassel – Bettenhausen                                         | Kassel                | 51° 18′ 31″ N, 9° 31′ 26″ O | 1913                        |                                |            | | Bild gesucht Die Wikipedia wünscht sich an dieser Stelle ein Bild vom Ort mit diesen Koordinaten 51.30874326175 9.5237613759744 . Motiv: Wasserturm Bettenhausen 1 Falls du dabei helfen möchtest, erklärt die Anleitung , wie das geht. BW                                   |
| Kassel – Bettenhausen                                         | Kassel                | 51° 18′ 24″ N, 9° 30′ 56″ O | 1913                        |                                |            | | Bild gesucht Die Wikipedia wünscht sich an dieser Stelle ein Bild vom Ort mit diesen Koordinaten 51.3067 9.5156 . Motiv: Wasserturm Bettenhausen 2 Falls du dabei helfen möchtest, erklärt die Anleitung , wie das geht. BW                                                   |
| Korbach, Korbach Hauptbahnhof                                 | Waldeck-Frankenberg   | 51° 16′ 57″ N, 8° 52′ 8″ O  | 1910                        |                                |            | | weitere Bilder |
| Korbach                                                       | Waldeck-Frankenberg   | 51° 16′ 51″ N, 8° 52′ 19″ O |                             |                                |            | | |
| Langen – Langen                                               | Offenbach             | 49° 58′ 59″ N, 8° 41′ 40″ O | 1960                        |                                |            | | Bild gesucht Die Wikipedia wünscht sich an dieser Stelle ein Bild vom Ort mit diesen Koordinaten 49.9831 8.6945 . Motiv: Wasserturm Langen Falls du dabei helfen möchtest, erklärt die Anleitung , wie das geht. BW                                                           |
| Langenselbold                                                 | Main-Kinzig-Kreis     | 50° 11′ 8″ N, 9° 4′ 7″ O    | 1872                        |                                |            | Denkmalschutz                                                                                        | |
| Limburg an der Lahn-Staffel                                   | Limburg-Weilburg      | 50° 24′ 8″ N, 8° 2′ 37″ O   | 1928                        |                                |            | Denkmalschutz                                                                                        | |
| Limburg an der Lahn – Limburg an der Lahn, Bahnhofsgelände    | Limburg-Weilburg      | 50° 22′ 49″ N, 8° 3′ 7″ O   |                             |                                |            | | Bild gesucht Die Wikipedia wünscht sich an dieser Stelle ein Bild vom Ort mit diesen Koordinaten 50.38031010425 8.0520576776393 . Motiv: Wasserturm Limburg an der Lahn, Bahnhofsgelände Falls du dabei helfen möchtest, erklärt die Anleitung , wie das geht. BW             |
| Lollar, Gichtturm der Firma Buderus                           | Gießen                | 50° 39′ 8″ N, 8° 42′ 19″ O  | 1863                        |                                |            | Der Gichtturm wurde zeitweise auch als Wasserturm genutzt und blieb deswegen erhalten. Denkmalschutz | |
| Kamin des Fernheizwerks Lahnberge                             | Marburg               | 50° 49′ 13″ N, 8° 48′ 19″ O | 1972                        |                                | 100        | Schornsteinbehälter                                                                                  | |
| Mörfelden-Walldorf – Mörfelden                                | Groß Gerau            | 49° 59′ 3″ N, 8° 34′ 20″ O  | 1929                        | 330                            | 32,6       | Denkmalschutz                                                                                        | weitere Bilder |
| Mühlheim/Main                                                 | Offenbach             | 50° 7′ 12″ N, 8° 50′ 27″ O  | 1914                        | 500                            | 45         | Denkmalschutz                                                                                        | weitere Bilder |
| Niedernhausen – Bahnhof                                       | Rheingau-Taunus-Kreis | 50° 9′ 41″ N, 8° 18′ 29″ O  | 1897                        |                                |            | Denkmalschutz                                                                                        | weitere Bilder |
| Oberursel – Weißkirchen                                       | Hochtaunuskreis       | 50° 10′ 16″ N, 8° 35′ 17″ O | 1942                        | 500                            | 45         | Denkmalschutz                                                                                        | |
| Oestrich-Winkel – Winkel, Schloss Vollrads                    | Darmstadt             | 50° 0′ 47″ N, 7° 59′ 43″ O  | 1330                        |                                |            | Denkmalschutz                                                                                        | |
| Offenbach – Zentrum                                           | Offenbach             | 50° 5′ 35″ N, 8° 46′ 23″ O  | 1904                        |                                |            | | Bild gesucht Die Wikipedia wünscht sich an dieser Stelle ein Bild vom Ort mit diesen Koordinaten 50.0931 8.773 . Motiv: Wasserturm Offenbach, Erlenbruchstraße Falls du dabei helfen möchtest, erklärt die Anleitung , wie das geht. BW                                       |
| Offenbach-Kaiserlei                                           | Offenbach             | 50° 6′ 39″ N, 8° 44′ 32″ O  | 1910                        |                                | 32         | | Bild gesucht Die Wikipedia wünscht sich an dieser Stelle ein Bild vom Ort mit diesen Koordinaten 50.1108 8.7422 . Motiv: Wasserturm Offenbach-Kaiserlei Falls du dabei helfen möchtest, erklärt die Anleitung , wie das geht. BW                                              |
| Offenbach-Zentrum                                             | Offenbach             | 50° 5′ 35″ N, 8° 45′ 41″ O  | 1896                        |                                | 32         | | ´ |
| Offenbach-Rumpenheim, Van Kaick'sches Hofgut                  | Offenbach             | 50° 8′ 1″ N, 8° 47′ 48″ O   | 1870                        |                                | 21         | Denkmalschutz                                                                                        | |
| Offenbach – Bieberer Berg, Wasserturm                         | Offenbach             | 50° 5′ 53″ N, 8° 48′ 12″ O  | 1967                        | 2× 7500                        | 40         | | weitere Bilder |
| Offenbach-Bürgel                                              | Offenbach             | 50° 6′ 20″ N, 8° 46′ 38″ O  |                             |                                |            | | Bild gesucht Die Wikipedia wünscht sich an dieser Stelle ein Bild vom Ort mit diesen Koordinaten 50.1055 8.7773 . Motiv: Wasserturm Offenbach-Bürgel Falls du dabei helfen möchtest, erklärt die Anleitung , wie das geht. BW                                                 |
| Rodgau – Jügesheim, Wasserturm Rodgau-Jügesheim               | Offenbach             | 50° 2′ 6″ N, 8° 53′ 21″ O   | 1938                        | 400                            | 43,5       | | weitere Bilder |
| Rüdesheim am Rhein, Bahnhof Rüdesheim (Rhein)                 | Rheingau-Taunus-Kreis | 49° 58′ 36″ N, 7° 54′ 51″ O |                             |                                |            | | Bild gesucht Die Wikipedia wünscht sich an dieser Stelle ein Bild vom Ort mit diesen Koordinaten 49.9767 7.9142 . Motiv: Wasserturm Rüdesheim am Rhein Falls du dabei helfen möchtest, erklärt die Anleitung , wie das geht. BW                                               |
| Schenklengsfeld – Wüstfeld                                    | Hersfeld-Rotenburg    | 49° 58′ 37″ N, 7° 54′ 55″ O | 1932                        | 63                             | 22         | Denkmalschutz                                                                                        | |
| Seligenstadt                                                  | Offenbach             | 50° 2′ 34″ N, 8° 58′ 0″ O   | 1938                        | 500                            | 51,7       | Denkmalschutz                                                                                        | weitere Bilder |
| Solms-Oberbiel                                                | Lahn-Dill-Kreis       | 50° 34′ 31″ N, 8° 25′ 26″ O | 1908                        |                                |            | | Bild gesucht Die Wikipedia wünscht sich an dieser Stelle ein Bild vom Ort mit diesen Koordinaten 50.5754 8.4238 . Motiv: Wasserturm Oberbiel Falls du dabei helfen möchtest, erklärt die Anleitung , wie das geht. BW                                                         |
| Usingen                                                       | Hochtaunuskreis       | 50° 19′ 52″ N, 8° 31′ 29″ O | 1909                        | 100                            |            | | Bild gesucht Die Wikipedia wünscht sich an dieser Stelle ein Bild vom Ort mit diesen Koordinaten 50.3312 8.5246 . Motiv: Wasserturm Usingen Falls du dabei helfen möchtest, erklärt die Anleitung , wie das geht. BW                                                          |
| Volkmarsen                                                    | Waldeck-Frankenberg   | 51° 24′ 29″ N, 9° 7′ 1″ O   |                             |                                |            | | Bild gesucht Die Wikipedia wünscht sich an dieser Stelle ein Bild vom Ort mit diesen Koordinaten 51.408 9.1169 . Motiv: Wasserturm Volkmarsen Falls du dabei helfen möchtest, erklärt die Anleitung , wie das geht. BW                                                        |
| Waldeck, Schloss Waldeck                                      | Waldeck-Frankenberg   | 51° 12′ 13″ N, 9° 3′ 18″ O  |                             |                                |            | | |
| Weilburg, Schlosskirche Weilburg                              | Limburg-Weilburg      | 50° 29′ 6″ N, 8° 15′ 41″ O  | 1538                        | 174                            |            | Denkmalschutz                                                                                        | |
| Weilburg – Weilburg, Schloss Weilburg                         | Limburg-Weilburg      | 50° 29′ 9″ N, 8° 15′ 41″ O  |                             |                                |            | Denkmalschutz                                                                                        | |
| Weilburg, Krahnenturm                                         | Limburg-Weilburg      | 50° 29′ 10″ N, 8° 15′ 20″ O |                             |                                |            | Denkmalschutz                                                                                        | weitere Bilder |
| Wetzlar                                                       | Lahn-Dill-Kreis       | 50° 33′ 55″ N, 8° 29′ 39″ O | 1922                        | 900                            |            | | |
| Wiesbaden-Amöneburg                                           |                       | 50° 1′ 50″ N, 8° 15′ 9″ O   |                             |                                |            | | weitere Bilder |
| Wiesbaden-Biebrich, Biebricher Wasserturm                     | Wiesbaden             | 50° 3′ 21″ N, 8° 14′ 41″ O  | 1897                        | 270                            | 42         | | weitere Bilder |
| Wiesbaden-Biebrich, Rheingaustraße                            | Wiesbaden             | 50° 2′ 27″ N, 8° 13′ 6″ O   |                             |                                |            | | Bild gesucht Die Wikipedia wünscht sich an dieser Stelle ein Bild vom Ort mit diesen Koordinaten 50.040766242667 8.2184589842076 . Motiv: Wasserturm Wiesbaden-Biebrich, Rheingaustraße Falls du dabei helfen möchtest, erklärt die Anleitung , wie das geht. BW              |
| Wiesbaden-Sonnenberg                                          |                       | 50° 6′ 17″ N, 8° 16′ 31″ O  | 1957                        | 250                            |            | | Bild gesucht Die Wikipedia wünscht sich an dieser Stelle ein Bild vom Ort mit diesen Koordinaten 50.1047 8.2754 . Motiv: Wasserturm Wiesbaden-Sonnenberg Falls du dabei helfen möchtest, erklärt die Anleitung , wie das geht. BW                                             |
| Wiesbaden-Schierstein                                         |                       | 50° 2′ 45″ N, 8° 11′ 33″ O  | 1914                        |                                |            | | weitere Bilder |
| Wiesbaden-Igstadt                                             | kreisfreie Stadt      | 50° 4′ 46″ N, 8° 19′ 50″ O  | 1910                        | 80                             | 22         | | weitere Bilder |
| Wiesbaden, Wasserturm Schlachthof                             | kreisfreie Stadt      | 50° 4′ 1″ N, 8° 14′ 47″ O   | 1897                        | 240                            | 36         | | weitere Bilder |
| Wölfersheim – Berstadt                                        | Wetteraukreis         | 50° 25′ 36″ N, 8° 51′ 53″ O | 1907                        | 54                             |            | Denkmalschutz                                                                                        | weitere Bilder |
| Wöllstadt – Nieder-Wöllstadt                                  | Wetteraukreis         | 50° 16′ 40″ N, 8° 45′ 55″ O |                             |                                |            | Denkmalschutz                                                                                        | |